# Dragon War
Albums de Groundation
Hebron Gate
(2002) We Free Again
(2004)
Dragon War, sorti en 2003, est le quatrième album du groupe de reggae californien Groundation. Il est sorti uniquement en vinyle, un an après leur troisième album Hebron Gate. Les titres de l'album sont les versions dub de plusieurs morceaux d'Hebron Gate. On pensait que ce vinyle était quasiment introuvable mais il a finalement été réédité en 2010.

## Liste des chansons
| No | Titre                                                 | Durée |
| -- | ----------------------------------------------------- | ----- |
| 1. | Ruling Dub (Babylon Rule Dem)                         |       |
| 2. | Don's Intro (Undivided)                               |       |
| 3. | Elder's Dub (Freedom Taking Over)                     |       |
| 4. | The Dragon (Weeping Pirates)                          |       |
| 5. | Elements (Silver Tongue Show)                         |       |
| 6. | Freedom Taking Over (Version originale d'Hebron Gate) |       |